# Chiuvetă

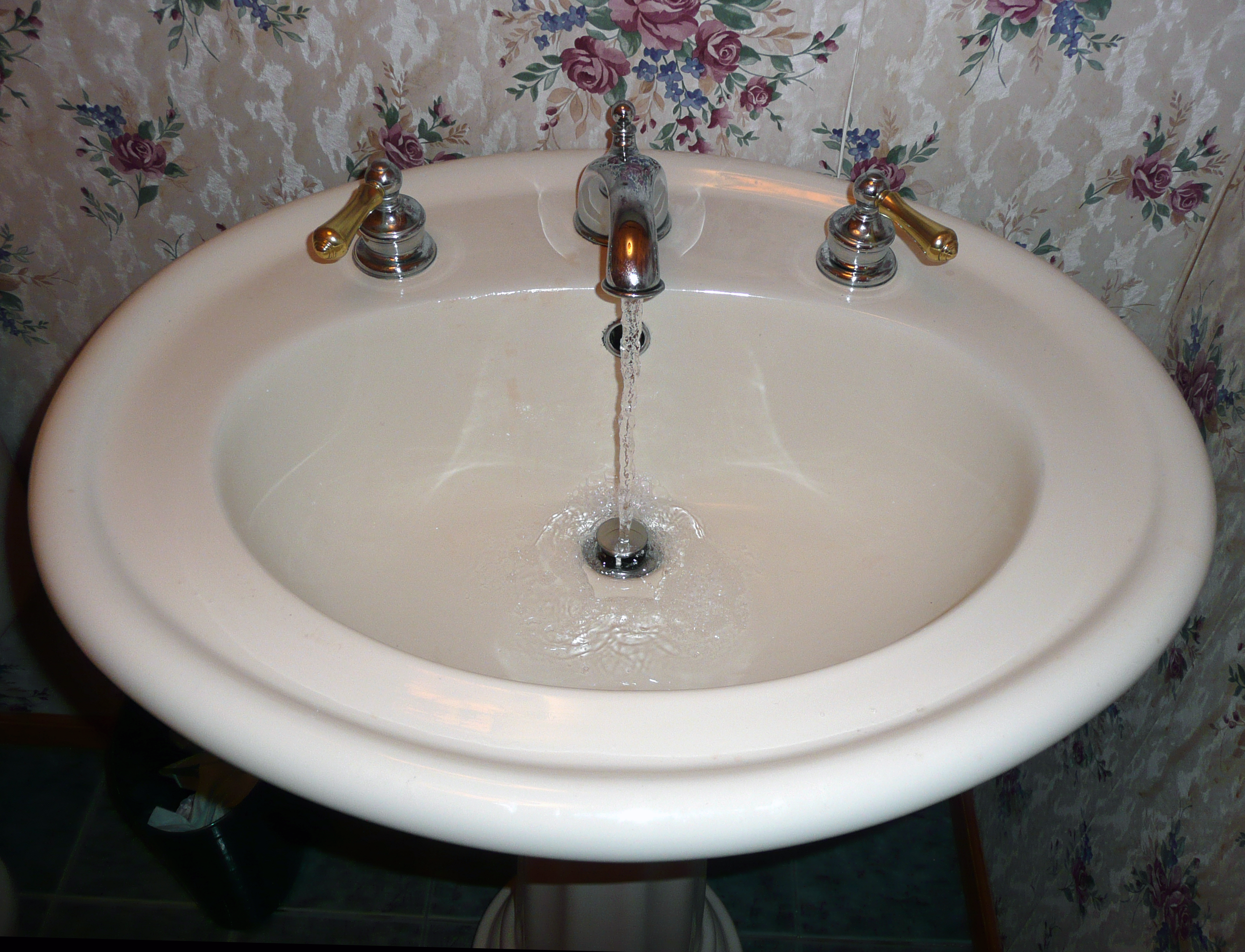
O chiuvetă obișnuită de baie

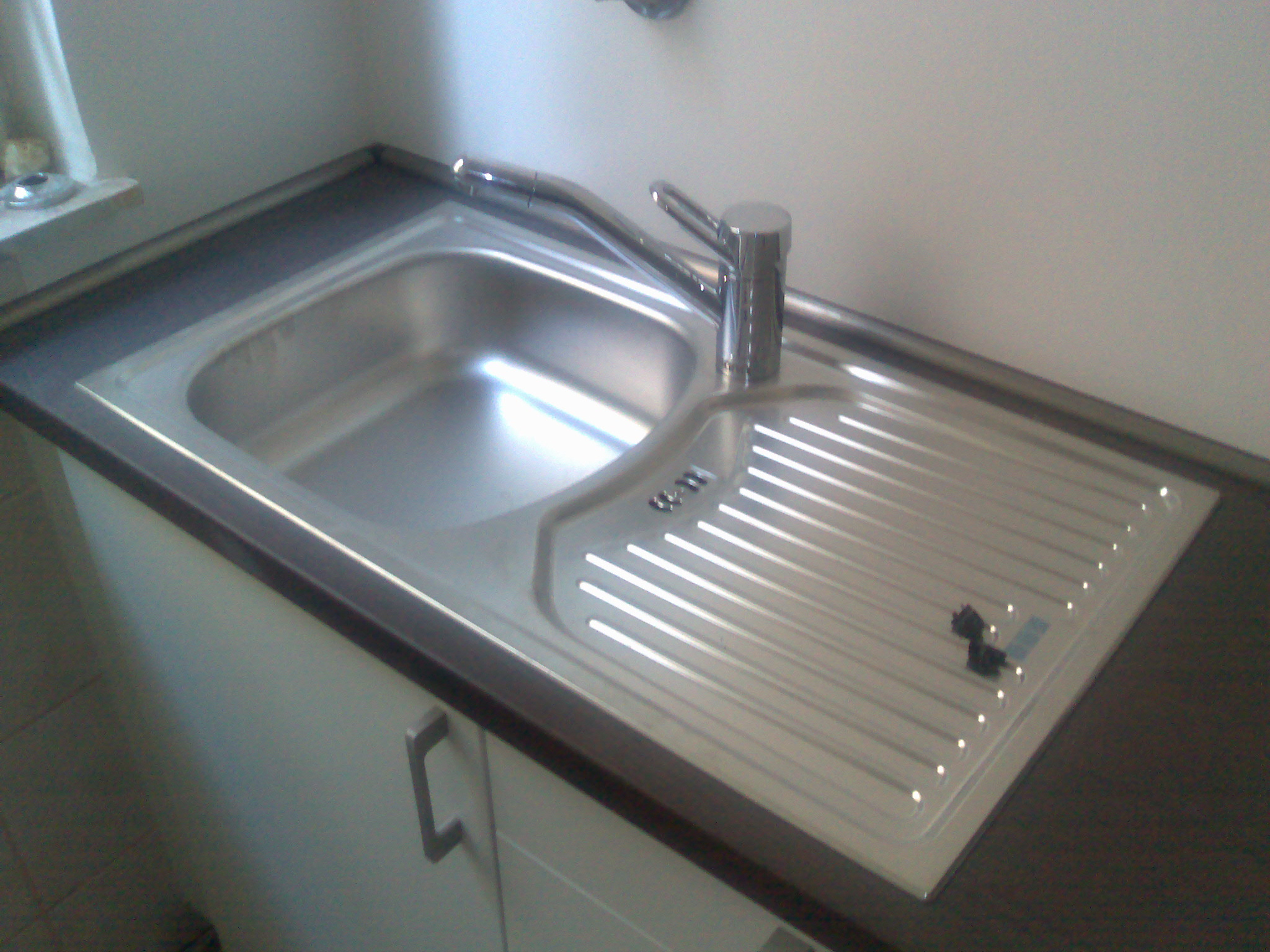
Chiuvetă din oțel inoxidabil pe un cabinet, pentru bucătărie

Chiuveta este o instalație igienică sub formă de bol, prevăzută cu o gură de scurgere și deasupra cu un robinet cu apă. Ea poate fi fixată în perete,  instalată pe un cabinet, sau cu o proprie susținere. Ea este folosită pentru spălatul mâinilor și a vaselor. 

## Materiale
Chiuvetele sunt făcute din diferite materiale. Acestea includ:
- Oțel inoxidabil
- Email peste oțel sau fontă
- Ceramică
- Marmură
- Plastic
- Steatit
- Beton
- Lemn
- Piatră
- Cupru
- Sticlă
- Granit

## Accesorii
- Unele băi publice au "chiuvete automate",care folosesc senzori pentru a detecta pielea omului, pentru deschiderea și închiderea automată a apei.
- Chiuvetele, în special cele făcute din oțel inoxidabil, pot fi prevăzute cu un filtru de metal, pentru ca chiuveta să nu se înfunde la spălatul vaselor.

Informatii suplimentare
Chiuvete online